# Honor i Ojczyzna (organizacja)
Honor i Ojczyzna (zwana też Strażnicą, H2O) – tajna organizacja wojskowa założona w 1921 przez gen. Władysława Sikorskiego służąca szkoleniu żołnierzy, mająca na celu troskę o poziom moralny korpusu oficerskiego i utrzymanie apolityczności armii. Liczyła kilkuset członków zgrupowanych w oddziałach terytorialnych. Członkami organizacji byli m.in. gen. Marian Kukiel, gen. Edward Śmigły-Rydz, płk Adam Koc, płk Bronisław Pieracki. W 1923 roku organizacja została rozwiązana.